# Ahmad al-Araki
Ahmad Mulaj al-Araki (arab. ‏أحمد العراقي‎; ur. 15 października 1931, zm. 2 listopada 2020) – marokański lekarz, dyplomata i polityk, premier Maroka od  6 października 1969 do 6 sierpnia 1971.
Ukończył medycynę w Paryżu, gdzie obronił doktorat w 1957. Następnie powrócił do Casablanki, a w 1958 został ministrem spraw zagranicznych w rządzie Ahmeda Balafreja. Pełnił następnie funkcję ambasadora Maroka w Madrycie i Waszyngtonie. Ponownie objął tekę szefa dyplomacji w rządzie Mohameda Benhimy w 1967. Dwa lata później został szefem rządu z ramienia Partii Niepodległości. Podał się do dymisji w sierpniu 1971 po nieudanej próbie wojskowego zamachu stanu i zamordowania Hasana II, po czym przeprowadził się do Paryża, gdzie pracował jako doradca. W kwietniu 1974 ponownie został ministrem stanu odpowiedzialnym za sprawy zagraniczne. Za tej kadencji prowadził rozmowy z frontem Polisario jako wysłannik Hasana II, zaś 14 listopada 1975 podpisano pakt madrycki, dotyczący wycofania Hiszpanii z Sahary Zachodniej i dalszego zarządu nad nią. Pełnienie funkcji zakończył w 1977.